# Xavier Breton
Ne doit pas être confondu avec Thierry Breton.
Pour les articles homonymes, voir Breton (homonymie).
Xavier Breton, né le 25 novembre 1962 à Darney (Vosges), est un homme politique français.
Membre des Républicains, il est élu député dans la 1re circonscription de l'Ain lors des élections législatives de 2007, puis est réélu en 2012, 2017, 2022 et 2024. Il est aussi conseiller régional d'Auvergne-Rhône-Alpes depuis 2016, réélu en 2021.
Il a été conseiller municipal de Bourg-en-Bresse de 2001 à 2015, notamment premier adjoint au maire de Bourg-en-Bresse et vice-président de la communauté d'agglomération de Bourg-en-Bresse de 2001 à 2008.

## Biographie

### Jeunesse et études
Xavier Breton est originaire de Lorraine où sa famille a vécu à Nancy puis à Mirecourt et enfin à Darney. Son père travaille chez Électricité de France (EDF) avant de s'installer comme courtier en assurances. Il a des attaches dans le Jura à Saint-Julien-sur-Suran.
Il est titulaire du diplôme de l'Institut d'études politiques de Paris en 1987. Après avoir fait son service militaire dans la cavalerie en Allemagne, il est aujourd'hui officier de réserve.

### Activité professionnelle
Il commence sa carrière professionnelle comme chef de cabinet du maire de Saint-Malo. Il rejoint ensuite le président du conseil général de l'Yonne. En 1990 il s'installe dans l'Ain, d'abord à Belley où il travaille auprès de Charles Millon puis à Bourg-en-Bresse. En tant qu'agent territorial, le président du conseil général lui confie l'aménagement du territoire et les affaires européennes.

### Carrière politique

#### Élu local
Xavier Breton est premier adjoint au maire de Bourg-en-Bresse, Jean-Michel Bertrand, et vice-président de la communauté d'agglomération de Bourg-en-Bresse de 2001 à 2008. Il assure l'intérim du maire pendant sa maladie et après sa mort en février 2008.
À partir de mars 2008, il est conseiller municipal de Bourg-en-Bresse et président du groupe municipal minoritaire de la Droite et du Centre. La liste qu'il conduit aux municipales de 2014 dans la ville préfecture de l'Ain est battue par la liste du maire sortant socialiste.

#### Député
Il est élu député le 17 juin 2007 pour la XIIIe législature, dans la 1re circonscription de l'Ain, face au socialiste Jean-François Debat, avec 53,66 % des voix. Il succède ainsi à Jean-Michel Bertrand qui n'a pu se présenter à sa propre succession. Il fait partie du groupe UMP et de la commission des affaires culturelles, familiales et sociales.
Le 17 juin 2012, il est réélu député de la 1re circonscription au second tour avec 51,59 % des voix en battant le candidat socialiste Jean-François Debat.
Il est membre de la commission des affaires culturelles et de l'éducation ainsi que de la commission spéciale chargée d'examiner la proposition de loi sur l'enfance délaissée et l'adoption. Il est également vice-président du groupe d'amitiés avec la Pologne.
Opposé au mariage homosexuel, il participe en 2013 à une université d'été de La Manif pour tous.
Candidat à un troisième mandat lors des élections législatives de juin 2017, il est devancé au premier tour par Laurent Mallet, candidat de La République en marche !, mais il est réélu au second tour avec 53,75 % des voix.
Il parraine Laurent Wauquiez pour le congrès des Républicains de 2017, scrutin au cours duquel est élu le président du parti.
En 2019, il participe à un dîner avec Marion Maréchal en compagnie d'autres élus des Républicains. 
Xavier Breton est président du groupe d'amitié France-Vatican.
Il élu vice-président de l’Assemblée nationale en juillet 2024.

#### Conseiller régional
Le 13 décembre 2015, il est élu conseiller régional d'Auvergne-Rhône-Alpes sur la liste de Laurent Wauquiez. Il démissionne de son poste de conseiller municipal de Bourg-en-Bresse dans la foulée, pour se mettre en conformité avec la réglementation sur le cumul des mandats.
En février 2016, il participe à une lecture à trois voix de l'encyclique du pape François Laudato si’ avec le cardinal Philippe Barbarin et le maire de Grenoble Éric Piolle[réf. nécessaire].
Il soutient François Fillon pour la primaire présidentielle des Républicains de 2016 et fait partie des 61 élus de l'Ain qui l'ont parrainé pour la présidentielle 2017.
Il est candidat en 2023 à la présidence de la fédération LR du département de l'Ain mais le scrutin est annulé à la suite de suspicions de fraudes. Xavier Breton est accusé de ne pas être à jour dans ses cotisations au parti. Depuis juillet 2024, il est visé par une enquête préliminaire ouverte par la procureure de Bourg-en-Bresse pour des soupçons de faux, usage de faux et escroquerie.

## Détail des mandats et fonctions

### À l’Assemblée nationale
- Depuis le 20 juin 2007 : député de la 1re circonscription de l'Ain.
- Depuis le 19 juillet 2024 : Vice-président de l’Assemblée nationale.

### Au niveau local
- 19 mars 2001 – 15 décembre 2015 : conseiller municipale de Bourg-en-Bresse.
- 19 mars 2001 – 16 mars 2008 : Adjoint au maire de Bourg-en-Bresse.
- 2002 – 2008 : Vice-président de la communauté d'agglomération de Bourg-en-Bresse.
- Depuis le 1er janvier 2016 : Conseiller régional d'Auvergne-Rhône-Alpes.